# Eumecocera minamii
Eumecocera minamii là một loài bọ cánh cứng trong họ Cerambycidae.